# جوزيف ماكينا
جوزيف ماكينا (بالإنجليزية: Joseph McKenna)‏ (و. 1843 – 1926 م) وهو سياسي أمريكي خدم في جميع فروع الحكومة الاتحادية الأمريكية الثلاثة، كعضو في مجلس النواب، ونائب عام البلاد وكقاض مساعد في المحكمة العليا. وهو أحد سبعة عشر عضوا في مجلس النواب خدموا بعد ذلك في المحكمة العليا (بما في ذلك اثنين من رؤساء المحكمة). 